# Arctia angustesignata
Arctia angustesignata là một loài bướm đêm thuộc phân họ Arctiinae, họ Erebidae.